# 평화 운동
평화운동(平和運動, peace movement)은 주로 침략 · 전쟁 · 학살 · 무기 개발 등에 반대하는 운동으로, 평화주의를 통해 여론과 정부에 호소하고 비폭력적인 정책으로 변경시키는 등 평화를 실현하는 것을 목적으로 한 정치 운동이다. 종종 세계 평화 달성이라는 목표와 연결된다. 이러한 목표를 달성하기 위해 사용되는 방법에는 평화주의 옹호, 비폭력 저항, 외교, 보이콧, 평화 캠프, 윤리적 소비주의, 반전 정치 후보자 지원, 군산 복합체에 대한 정부 계약의 이익을 제거하는 법안 지원, 총기 금지, 열린 정부와 투명성, 직접 민주주의를 위한 도구 만들기, 전쟁 범죄나 음모를 폭로하는 내부고발자를 지원하여 전쟁, 시위, 정치적 로비 조성 등이 포함된다. 정치협동조합은 모든 평화운동과 녹색조직을 통합하려는 조직의 한 예이다. 이 조합은 다양한 목표를 가질 수 있지만 평화와 인도적 지속 가능성이라는 공통의 이상을 가지고 있다. 일부 평화 운동가들의 관심사는 평화에 반대하는 사람들이 의사소통과 권한 부여의 수단으로 폭력을 자주 사용할 때 평화를 달성해야 한다는 것이다.
통일된 목적을 갖고 단일 운동을 구성하는 것으로 간주되는 활동가와 정치적 이해관계의 전 세계적인 제휴를 "평화 운동" 또는 포괄적인 "반전 운동"이라고 한다. 이러한 관점에서 볼 때, 이 둘은 종종 구별할 수 없으며 인문주의, 환경주의, 비거니즘, 반인종주의, 여성주의, 분권화, 환대, 이념, 신학 및 신앙에 의해 동기를 부여받은 그룹 간의 느슨하고 대응적이며 이벤트 중심의 협력을 구성한다.

## 같이 보기
- 미국 퀘이커 봉사 위원회
- 유화정책
- 카네기 국제평화재단
- 핵무기 폐기 국제 운동
- 국제안보
- 평화주의
- 평화 기호
- 세계 평화